# جووانی زوداس
جووانی زوداس (انگلیسی: Giovanni Zuddas; ۱ مارس ۱۹۲۸ – ۲۱ اکتبر ۱۹۹۶) بوکسور اهل ایتالیا بود.